# 雅罗斯拉夫尔起义

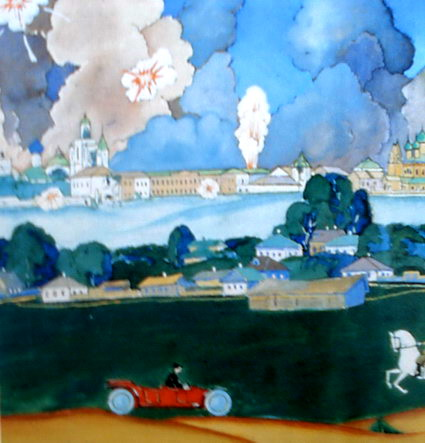
雅罗斯拉夫尔起义

雅罗斯拉夫尔起义（苏联时期史学界称之为雅罗斯拉夫尔叛乱）是俄罗斯内战时期，1918年7月6日至21日，在雅罗斯拉夫尔发生的由当地居民和鲍里斯·萨温科夫领导的保卫祖国与自由联盟成员发生起的抗议布尔什维克的运动，后遭米哈伊尔·伏龙芝和阿纳托利·格克尔率领的苏俄工农红军的镇压。起义爆发的时机不佳，因为此时特别委员会已经开始逮捕保卫祖国与自由联盟的莫斯科分部。这种时机无法与起义地区周围其他反布尔什维克势力协调的情况注定了起义最终的结果，此外起义军也受到缺乏增援和弹药的影响。